# Karl Barth
Karl Barth (født 10. maj 1886 i Basel, død 10. december 1968 i Basel) var en schweizisk evangelisk-reformert teolog og sammen med Rudolf Bultmann faderen til den dialektiske teologi, begyndende med hans kommentar til Romerbrevet fra 1919. Kommentaren var en reaktion efter 1. Verdenskrig på 1800-tallets liberale teologi, som havde lagt vægt på den historiske Jesus og havde et ideal om en syntese mellem kristendommen og kulturen. Nu blev vægten lagt på den kerygmatiske Kristus (den forkyndte Kristus).
I 1930'erne formulerede han sammen med Martin Niemöller og Dietrich Bonhoeffer synspunkterne for den tyske bekendelseskirke, en bevægelse som blev stiftet med Barmenerklæringen fra 1934. Barth havde en stor indflydelse på 1900-tallets teologi og er blevet kaldt ”det 20. århundredes kirkefader”.

## Liv og karriere
Barth blev født i Basel og tilbragte sin barndom i Bern. Fra 1911 til 1921 var han reformert præst i byen Safenwii i Kantonen Aargau. I 1913 giftede han sig med Nelly Hoffman, en talentfuld violinist. De fik fire sønner og en datter. Senere blev han professor i teologi i Göttingen (1921–1925), i Münster (1925–1930) og i Bonn (1930–1935) (Tyskland).
Da han arbejdede i Göttingen, mødte han Charlotte von Kirschbaum, som blev hans sekretær og assistent, og som havde en væsentlig indflydelse på hans arbejde med Kirchliche Dogmatik, et værk på omkring 9000 sider. Værket udkom mellem 1932 og 1967. I 1935 var Barth nødt til at forlade Tyskland, da han nægtede at sværge troskab til Adolf Hitler. Han vendte tilbage til Schweiz, hvor han var professor i Basel i årene 1935-1962.

## Teologi
Ifølge Barths teologi er der mellem Gud og mennesket en ”uendelig kvalitativ forskel”. Gud er ”den helt anderledes” (på tysk "der ganz Andere"), uanskuelig, hellig og evig. Mennesket er en synder, der står under Guds dom. Mennesket kan ikke erkende Gud og kan ikke tilvejebringe sin egen frelse eller forsoning med Gud.
Kun Gud kan tilvejebringe Gudserkendelse, frelse og forsoning. Det sker ved Guds åbenbaring for mennesket. Denne åbenbaring har sit midtpunkt i Jesus Kristus. Der er tale om en ensidig handling fra Guds side, og denne handling er kendetegnet ved nåde. Mennesket stod egentlig under Guds dom, hvis Gud ikke handlede.
Barth understregede afstanden mellem Gud og menneske. Gud er ”den helt anderledes", og han åbenbarer sig ”lodret fra oven” ("senkrecht von oben"). Der er ikke noget, mennesket kan gøre på det punkt. Åbenbaringen og frelsen er udelukkende Guds værk.
Barth tager kraftigt afstand fra den naturlige teologi, der går ud på, at mennesket kan opnå erkendelse af Gud ud fra naturlige kilder, først og fremmest den menneskelige fornuft. Der er ikke nogen ”naturlig” vej fra menneske til Gud, hvad enten det er gennem religion, politik, erkendelse eller moral. Der er ikke noget ”tilknytningspunkt” i det rent menneskelige, hvorved mennesket kan nærme sig Gud, siger Barth.
Som modsætning til den naturlige teologi opstiller Barth sin åbenbaringsteologi. Erkendelsen af Gud sker i kraft af Guds åbenbaring af sit ord ”lodret fra oven”. Teologien må tage udgangspunkt i det gode budskab om Guds ord. Gud har åbenbaret sig i Jesus Kristus. Frelsen sker gennem en ensidig, fri nådeshandling fra Guds side, idet han sendte sin søn, Jesus Kristus, og lod ham lide soningsdøden på korset. Det var ikke noget, som Gud var nødt til at gøre. Han gjorde det af sin godhed og nåde.
Betegnelsen ”dialektisk teologi” stammer ikke fra Barth, men fra andre. Betegnelsen refererer til Barths polemiske forhold til al "naturlig religion" og hans udgangspunkt i Jesus Kristus, som han anskuede som åbenbaringen af "Guds store Ja": Menneskets egen religiøsitet afsløres herved som selvoptagethed og vantro. Dialektikken var altså en metode til benægtelse og bekræftelse. Et "Nej" til menneskets religiøsitet slår en i gulvet, men et "Ja" til til åbenbarede Gud og hans retfærdighed sætter en på benene igen.
Selv foretrak Barth betegnelsen ”Guds ords teologi” ("Theologie des Wortes Gottes") om sin teologi.

## Udvalgte værker
- Der Römerbrief, 1919, 2. udgave 1922.
- Die Kirchliche Dogmatik. 14 bind, 1932-1967.